# Nabonggal (Padang Bolak)
Nabonggal is een bestuurslaag in het regentschap Padang Lawas Utara van de provincie Noord-Sumatra, Indonesië. Nabonggal telt 281 inwoners (volkstelling 2010).